# Moutarde de Bourgogne
Pour les articles homonymes, voir Moutarde et Bourgogne.
La moutarde de Bourgogne est une moutarde traditionnelle des cuisine bourguignonne et cuisine française, produite en Bourgogne, variante de la moutarde de Dijon. 

## Indication géographique protégée (IGP)
La moutarde de Bourgogne bénéficie d'une indication géographique protégée (IGP) depuis 2009, contrairement à la « moutarde de Dijon ». Si cette appellation est la plus réputée dans le monde, seule la mention moutarde de Bourgogne certifie une origine géographique, nombre de « moutardes de Dijon » ne pouvant se prévaloir d'être effectivement fabriquées à Dijon mais selon un procédé « dijonnais ». La Bourgogne est à ce jour la première région française productrice de moutarde à avoir déposé une IGP, mais la production existe par ailleurs en France, notamment en Ardèche.

## Histoire
La Bourgogne se situe durant l'époque romaine de l'Antiquité sur la route des épices. À son détournement au moment des invasions barbares du IVe siècle, les nouveaux occupants que sont les Burgondes choisissent de remplacer les condiments perdus par la moutarde, déjà cultivée localement. La devise des ducs de Bourgogne « Moult me tarde » serait liée au nom de la plante. La production du duché de Bourgogne est exportée jusqu'à la cour des rois de France et d'Europe.

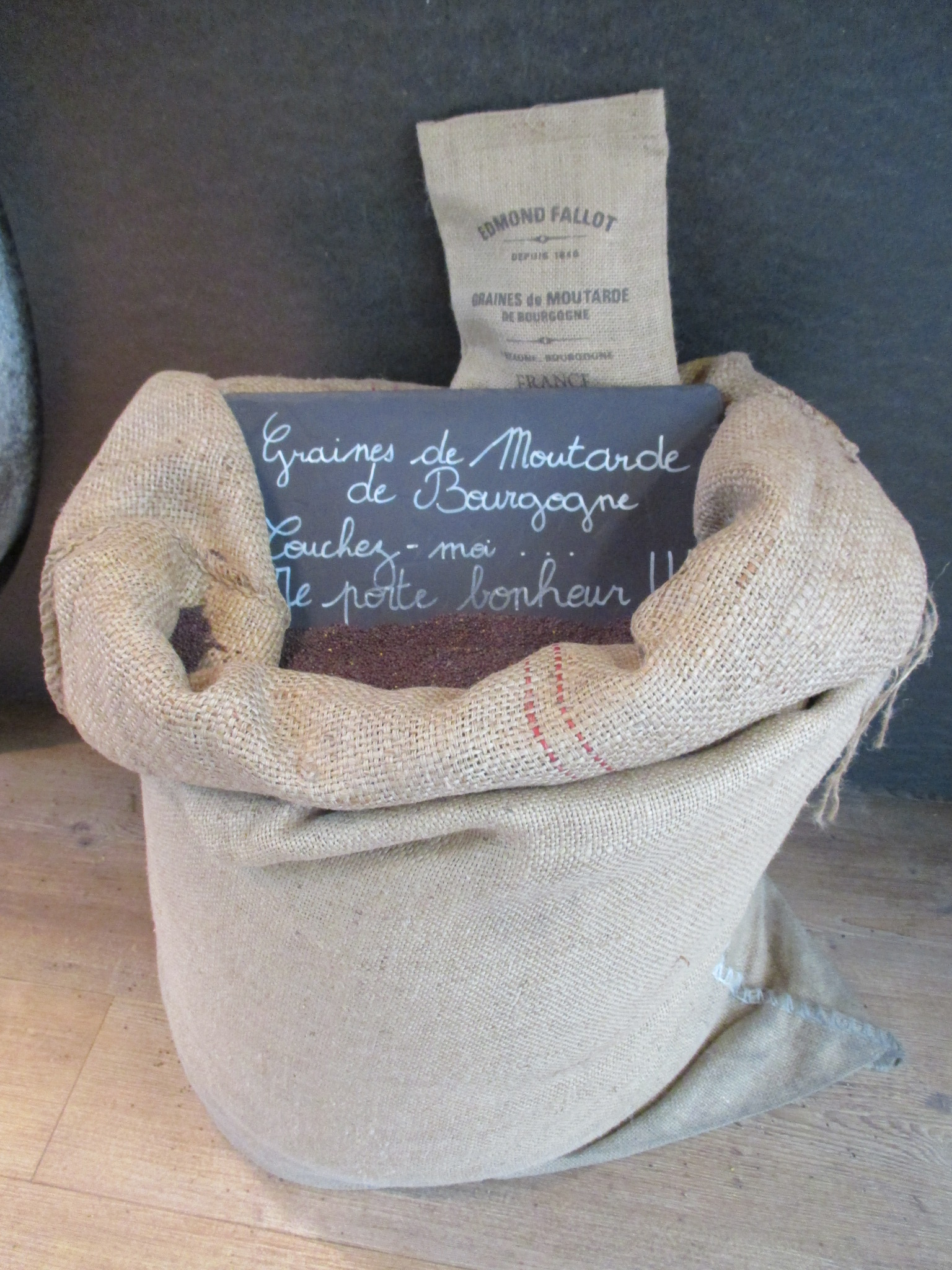
Graines de moutarde de Bourgogne

Au XVIIe siècle, la corporation de moutardier se constitue grâce à l'édiction de statuts à Dijon puis Beaune (qui comptera jusqu'à 33 maîtres moutardiers au début du XXe siècle), qui réglementent l'usage des produits viticoles dans la confection du condiment. La production bénéficie de la révolution industrielle du XIXe siècle, qui permet la mise en place d'outils de production plus modernes (notamment la machine de Grey, fabricant de Dijon et fournisseur officiel de l'empereur Napoléon III). Le nombre de fabricants diminue pour se concentrer dans les principales villes ; la production se déploie grâce aux pots en grès, les « moutardiers ».
Au début du XXe siècle, les producteurs locaux s'insurgent contre ce qu'ils estiment être une concurrence déloyale, à savoir la commercialisation de moutardes se prétendant dijonnaises sans y être fabriquées. Un décret de 1937 leur donne tort, faisant du terme « moutarde de Dijon » une appellation générique sans assise territoriale.
Dans les années 1960, conformément aux dynamiques favorisées par la Communauté européenne, la région se spécialise dans les cultures de colza et de tournesol, au détriment de la production historique de moutarde locale ; les producteurs importent désormais leurs graines. Face à cette tendance, plusieurs producteurs de moutarde créent l'Association Moutarde de Bourgogne (AMB) pour défendre la filière locale et inciter les agriculteurs à cultiver à nouveau. L'AMB regroupe l'Association des Producteurs de Graines de Moutarde de Bourgogne et six des principaux industriels moutardiers bourguignons, comme Amora Maille, installé à Dijon depuis 1845, ou les établissements Fallot, installé en 1845 et dernier fabricant artisanal,,. Cette démarche aboutit à la rédaction d'un cahier des charges et à l'obtention d'une IGP le 13 novembre 2008. La confrérie de la Moutarde de Dijon, fondée en 1996, perpétue cette tradition.

## La moutarde

### Aire géographique

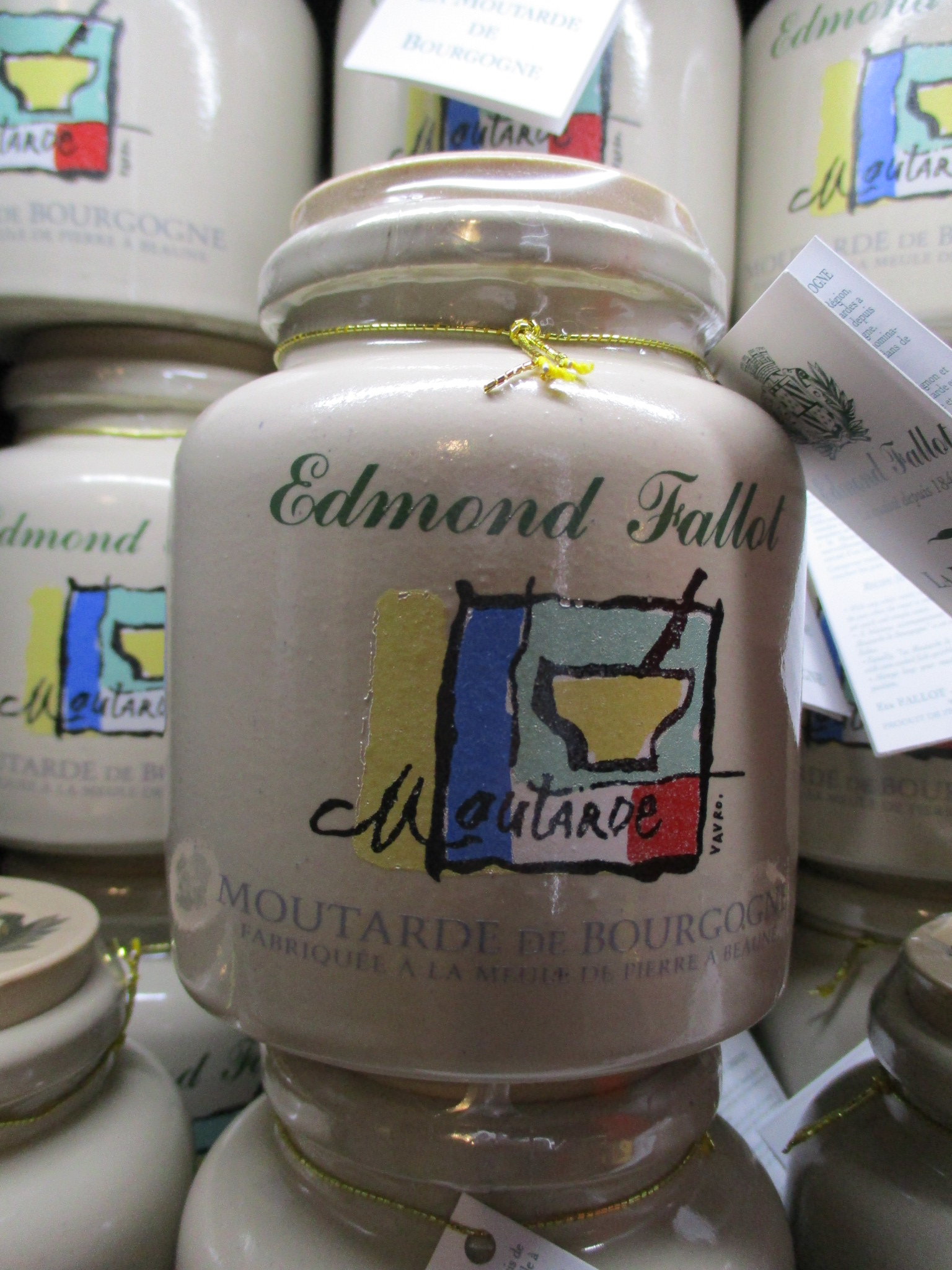
Moutarde de Bourgogne.

Le cahier des charges de la moutarde de Bourgogne IGP stipule que le stockage des graines et la production de la pâte de moutarde doivent avoir lieu sur le territoire de la région Bourgogne, à savoir les quatre départements de la Côte-d'Or, de la Nièvre, de Saône-et-Loire et de l'Yonne. La culture des graines doit s'effectuer dans une zone plus restreinte, au cœur de l'aire géographique précitée ; le Morvan et les monts du Mâconnais en sont exclus en raison de sols peu favorables à la culture. Le vin blanc utilisé doit être issu du vignoble de Bourgogne ou du Beaujolais.
Dans les faits, la culture de la moutarde s'effectue très majoritairement dans l'est du département de la Côte-d'Or, autour de l'agglomération dijonnaise, et dans une moindre mesure à l'est de l'Yonne et au nord-est de la Saône-et-Loire.
La principale différence entre les dénominations « moutarde de Dijon » et « moutarde de Bourgogne » tient dans le fait que la seconde, titulaire d'une IGP, est confectionnée à partir de grains de moutarde récoltés en Bourgogne, quand la moitié des grains de la moutarde de Dijon sont importés, principalement du Canada,,. Depuis 2009, il n'existe d'ailleurs plus aucun fabricant de moutarde sur la ville de Dijon, depuis le déménagement d'Amora Maille sur le site voisin de Chevigny-Saint-Sauveur de Dijon Métropole.

### Climat
La moutarde est adaptée au climat bourguignon ; elle ne nécessite pas d'excédents d'eau (ce qui explique aussi son absence du massif morvandiau) et supporte les chaleurs liées au climat continental.

### Sols
Les communes retenues pour la culture de la moutarde possèdent un sol calci-magnésique.

### Production
La moutarde de Bourgogne comprend nécessairement des graines de moutarde produites et stockées en Bourgogne, du vin blanc aligoté et/ou chardonnay en proportion de 25 % minimum (et jusqu'à 16 % du produit fini) à la mise en œuvre, d'eau, de sucre, d'épices, de quelques additifs et de sel.

## Confrérie de la moutarde de Dijon

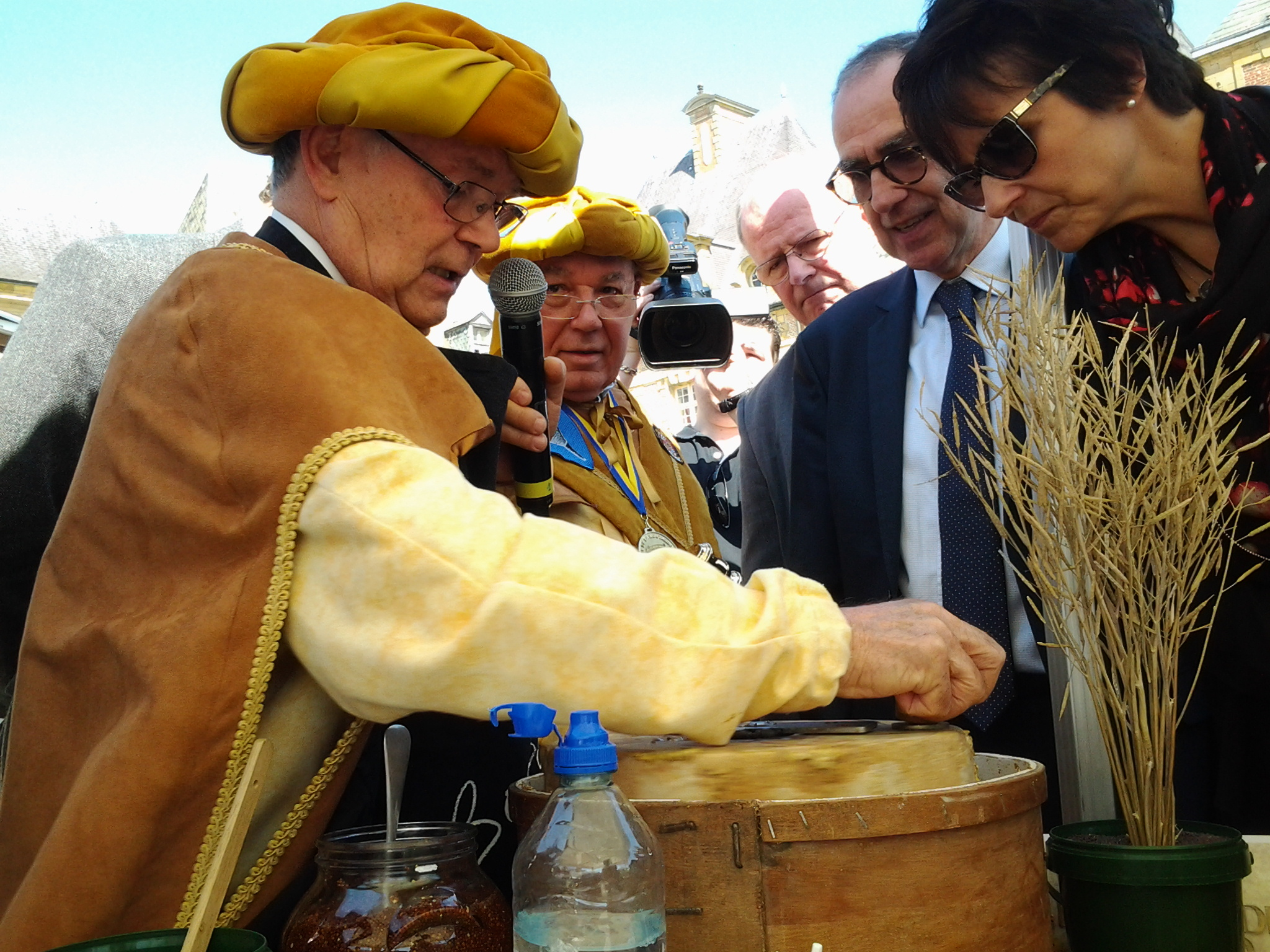
Confrérie de la moutarde de Dijon (et de Bourgogne)

La Confrérie de la moutarde de Dijon est créée en 1996, avec des dignitaires en habits du Moyen Âge de couleur jaune moutarde, pour assurer la promotion, la fabrication et la dégustation des moutardes de Dijon et de Bourgogne.

## Gastronomie

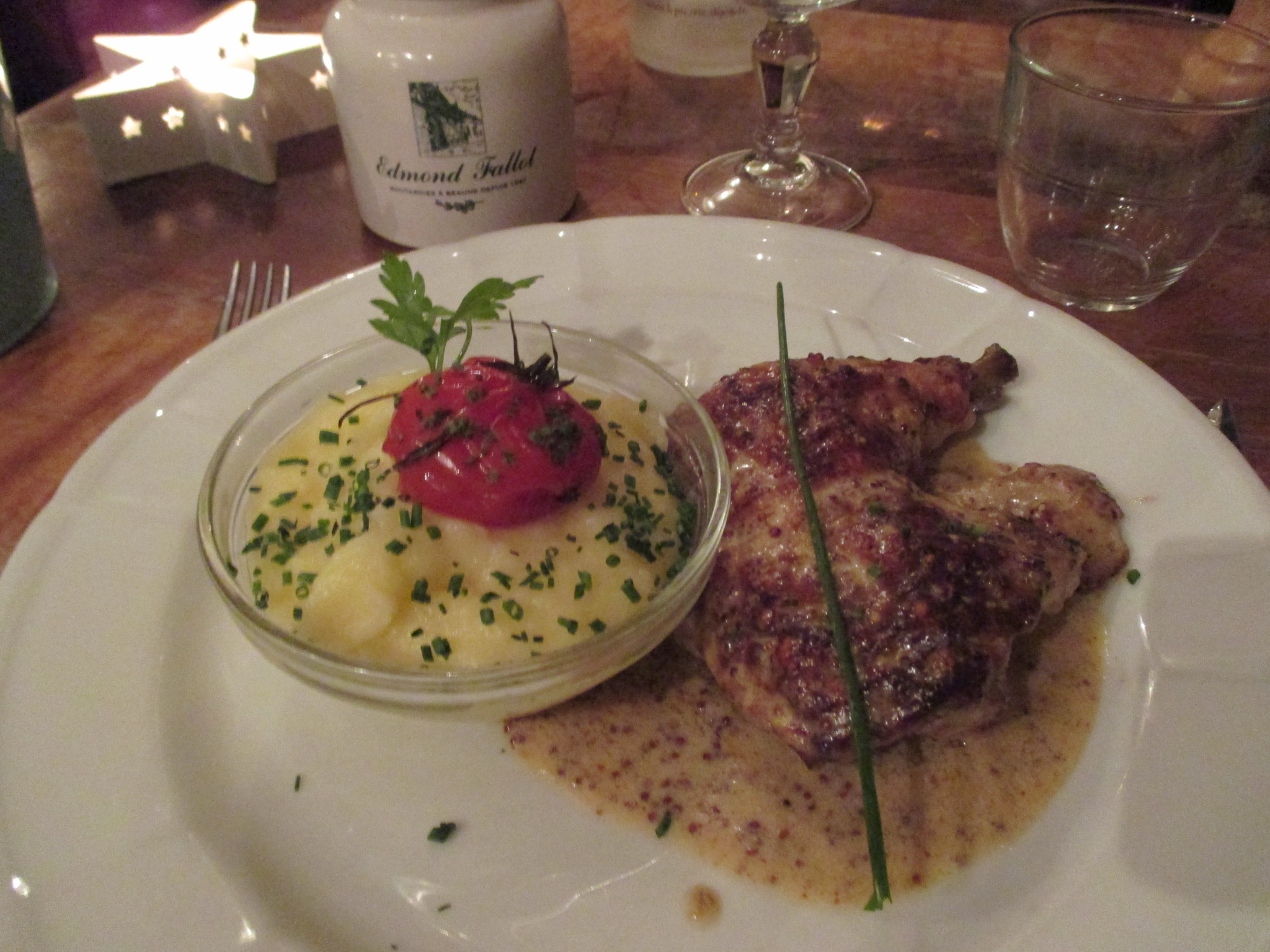
Poulet Gaston Gérard, de la cuisine bourguignonne, à la moutarde de Bourgogne (ou de Dijon).

La moutarde de Bourgogne est un des ingrédients du poulet Gaston Gérard ou du bœuf Stroganov, et peut accompagner de nombreuses viandes, telles que bœuf bourguignon, potée bourguignonne, potées, pot-au-feu, ragoûts, steak frites, hot-dog... 
Le son de la moutarde est également utilisé pour fabriquer de la moutarde à l'ancienne, ou encore pour affiner des fromages tels que le délice de Pommard.
La moutarde de Dijon est mise en valeur en particulier par la cité internationale de la gastronomie et du vin de Dijon, ville doublement inscrite au patrimoine mondial de l’UNESCO pour le « repas gastronomique des Français » (2010) et pour ses « climats du vignoble de Bourgogne » (2015).